# Football Manager 2009
Football Manager 2009 — игра из серии Football Manager. Появилась на прилавках европейских стран 14 ноября 2008 года.

## Нововведения в игре

### PC
- 3D-движок матча.
- Изменения интерфейса и дополнительные функции, в частности, в режиме просмотра матчей. Поддержка широкоэкранного разрешения мониторов.
- Расширенная работа с помощником (ассистентом) во время матча, а также в анализе команды.
- Детальное освещение деятельности наставника в СМИ: будут представлены расширенные предсезонные и послематчевые пресс-конференции. Журналисты будут отмечать также и качество работы судьи.
- Полностью переработанная с нуля трансферная система; дополнительная информация в виде трансферных слухов. Включено так называемое «правило джокера» в трансферных сделках в чемпионате Франции. Это правило позволяет французским клубам проводить один дополнительный трансфер вне трансферного окна (в период с сентября по декабрь).
- Улучшенное общение с игроками: тренировка ТТД, предпочитаемых движений.
- Исправления в общении и вопросах доверительного отношения со стороны совета директоров клуба и болельщиков. После того, как вы добьетесь расположения совета директоров клуба, вы сможете запрашивать руководство клуба о выборе конкретного головного и/или фарм-клуба.
- База данных на более чем 350000 игроков и персонала. В игру внесена максимально реальная история травм игроков. Улучшенная и сбалансированная система регенов.
- Оценки игроков с точностью до десятых баллов (то есть 6.3, 7.1 и т. д.). Если футболист провел меньше 10 минут на поле, то оценка игроку выставляться не будет, средняя оценка выступлений при этом страдать не будет. Игроки в неактивных лигах будут играть полный сезон и количество сыгранных ими матчей будет реальным, а не 10-15, как раньше.
- AI-наставники будут брать игроков на просмотр.
- Время забитых голов в дополнительное время будет показано как 90+1, 90+3 и т. д.
- Статистика работоспособности и самоотдачи игрока, в частности информация о расстоянии, пробеганном игроком в матче.
- Реконструкция и расширение стадиона будет начинаться по окончании сезона, чтобы стадион был готов принять зрителей к началу следующего.
- Дополнительные опции при уходе в отпуск, в частности принятие предложений возглавить клуб в зависимости от его положения в турнирной таблице.
- Закрепленные номера в клубах (в память об игроках или по иным причинам).

### PSP
- 2D-движок матча
- Возможность загрузки дополнительных лиг
- Два скина: светлый и тёмный

## 3D
Через 4 года после появления «нового» Football Manager 2005 и нескольких безуспешных попыток создатели добились своего: Football Manager обрел 3D-режим просмотра матча. В разработке движка были задействованы силы и технологии команды Virtua Striker из Sega.
Новый 3D-движок содержит:
- более 100 уникальных анимаций
- детализацию картинки вплоть до одного из 18 тонов кожи игрока
- полосу времени (взятую из Football Manager Live)
- 5 разных углов обзора

Просмотр матча можно будет перевести в ТВ-режим, где статистика и прочие полезные данные отображаются посредством виджетов.
Разработчики последние три года упорно «колдовали» над трехмерным движком, но в виду различных обстоятельств все начальные разработки заходили в тупик, и только год назад было найдено перспективное направление, принявшее окончательную форму в виде изометрического 3D. Ядро движка, пусть и улучшенного за счёт длительной обкатки на Football Manager Live, осталось таким же, то есть 2D. Требовалось найти техническое решение для графического отображения трехмерной модели. Прорыв в данном направлении развития удалось совершить за счёт заимствованного в качестве основы, но радикально переработанного движка Virtua Striker (Sega). Далее требовалось создать (и это оказалось самым трудоемким процессом) матрицу задействованных на поле активных объектов, то есть игроков, арбитров и прочих. После успешной реализации «матричного разбиения» процесс анимации действий объектов пошёл очень быстро; более того, стало возможным увеличить количество различных анимаций на 50 % от изначально запланированных. Это первый и, что важно, оправданный и взвешенный шаг в сторону 3D.
Всё ещё далеко от совершенства: задний план и трибуны со зрителями как таковые отсутствуют, просмотр матча ограничен всего несколькими ракурсами, также ограничено отображение стадионов до нескольких типовых в зависимости от размера, но для настоящих футбольных наставников графика — это форма, и не так важна, как содержание.

## Доступные в игре соревнования
Набор соревнований не изменится со времени FM 2008.

## Отзывы
| Сводный рейтинг       | Сводный рейтинг |
| Агрегатор             | Оценка          |
| --------------------- | --------------- |
| GameRankings          | 81,95 %         |
| Русскоязычные издания |                 |
| Издание               | Оценка          |
| «Игромания»           | 8/10            |